# Philippa Langley
Philippa Jayne Langley MBE (Kenia, 29 de junio de 1962) es una escritora, productora y ricardiana británica , conocida por su papel en el descubrimiento y exhumación de Ricardo III en 2012 , el proyecto Buscando a Ricardo, por el que fue nombrada Miembro de la Orden del Imperio Británico (MBE). 
Ha escrito varios libros y ha aparecido en múltiples documentales sobre el tema de la búsqueda de Ricardo III, además de ser retratada en la película dramática de 2022, The Lost King.

## Primeros años
Langley nació en la Colonia Británica de Kenia. A los dos años se mudó junto a sus padres a Blackwell, Darlington (Inglaterra) donde asistió a la escuela Hummersknott y al Queen Elizabeth Sixth Form College. Licenciada en Marketing, se instaló en Edimburgo. 

## ProyectoBuscando a Ricardo
El interés de Langley por Ricardo III comenzó en 1998, al leer la biografía escrita por el historiador estadounidense Paul Murray Kendall y dijo: "... simplemente me impresionó. Pensé, este es un hombre cuya verdadera historia jamás ha sido contada en pantalla, jamás". Langley había sido diagnosticada de síndrome de fatiga crónica y abandonó su trabajo para escribir un guion sobre Ricardo III más alineado con las teorías de historiadores como Kendall. Langley formó la rama escocesa de la Sociedad Ricardo III.
En mayo de 2004, visitó varios lugares en Leicester asociados con el rey, incluidos los tres aparcamientos identificados en 1975 como posibles lugares de enterramiento.
En el año 2005 se comprometió con el historiador John Ashdown-Hill, que había rastreado el ADN mitocondrial de Ricardo III hasta un descendiente vivo en Canadá, lo que más adelante permitió la identificación de los restos. 
En febrero de 2009, Langley diseñó el proyecto Looking for Richard para realizar una excavación arqueológica en el estacionamiento.
A finales de 2010, Langley obtuvo el respaldo del Ayuntamiento de Leicester para un documental televisivo y de excavación para promover la asociación de Leicester con Ricardo III; si se encontraban restos, debían ser enterrados en la catedral de Leicester. El ayuntamiento no proporcionó financiación directa, pero como propietarios del terreno aprobaron las licencias para la excavación. Langley contrató la unidad de Servicios Arqueológicos de la Universidad de Leicester (ULAS) para realizar las excavaciones.
En 2011, los resultados no concluyentes del georradar llevaron a la retirada del patrocinio. Langley realizó un llamamiento online de financiación colectiva a los miembros de la Sociedad Ricardo III de todo el mundo, que proporcionaron 17 367 £ de las 32 867 £ necesarias para una excavación de 2 semanas.  
El 25 de agosto de 2012, en el 527° aniversario de la muerte de Ricardo III, la unidad de ULAS cavó la primera trinchera y, tras unas horas, un esqueleto fue encontrado.En 2013, la Universidad de Leicester presentó sus resultados a la prensa, tras los resultados de la comparación del ADN mitocondrial de los restos con los del trabajo de Ashdown-Hill. ULAS mantuvo el nombre de Langley fuera de la licencia de exhumación, lo que dio a la universidad el control de los restos.